# Prduša Mala
Koordinati:   43°42′35″N, 15°27′09″E
Prduša Mala je majhen nenaseljen otoček v Jadranskem morju. Pripada Hrvaški.
Prduša Mala leži v Narodnem parku Kornati okoli 1,5 km zahodno od rta Kurba na otoku Kurba Vela. Površina otočka meri 0,025 km². Dolžina obalnega pasu je 0,58 km.